# Estación San Nicolás C
San Nicolás C o San Nicolás Cargas es una estación ferroviaria ubicada en la localidad de San Nicolás de los Arroyos en el Partido de San Nicolás, Provincia de Buenos Aires, Argentina.

## Servicios
La estación corresponde al Ferrocarril General Bartolomé Mitre de la red ferroviaria argentina. Hoy está concesionada a la empresa Nuevo Central Argentino (NCA)

## Ubicación geográfica
La Localidad de San Nicolás de los Arroyos Pertenece al Partido de San Nicolás, en la Provincia de Buenos Aires, República Argentina.